# José Enrique de la Peña
José Enrique de la Peña (Jalisco, 1807 - Ciudad de México, 10 de octubre de 1840) fue un militar mexicano que combatió durante la expedición de Barradas y durante la Independencia de Texas. Es conocido por el manuscrito que escribió acerca de los acontecimientos de la guerra de Independencia de Texas, el cual permaneció inédito por más de un siglo. Cuando el documento fue publicado levantó una gran polémica, no solamente por la forma ácida en que critica a Antonio López de Santa Anna y a varios generales del Ejército de Operaciones, sino porque narra la forma en que murió David Crockett destruyendo el mito estadounidense al respecto de la supuesta muerte heroica de este personaje.

## Semblanza biográfica
Estudió ingeniería de minas y posteriormente se enlistó en la marina. En 1829, combatió a las fuerzas dirigidas por el brigadier Isidro Barradas durante el último intento español por reconquistar México en la batalla de Tampico.  En 1833 fue designado agregado para la embajada de Londres, pero quiso intercambiar el puesto con la de Francia, sin embargo, debido a problemas con el secretario de Guerra y Marina José María Tornel, ninguna de estas asignaciones fue autorizada. Al año siguiente, solicitó la asignación para Estados Unidos, pero de igual forma fue denegada. 
En 1835, se unió a la expedición dirigida por Antonio López de Santa Anna durante la guerra de Independencia de Texas. Fue asignado al batallón de zapadores bajo las órdenes del coronel Francisco Duque. Participó en los últimos momentos del sitio de El Álamo, escribiendo un diario de los acontecimientos de los que fue partícipe. En 1837 fue ascendido a teniente coronel,  sirvió en Sonora bajo las órdenes del general José de Urrea. En 1838, participó en un levantamiento en contra del gobierno centralista, a consecuencia de ello fue encarcelado. A manera de protesta y encontrándose en prisión escribió el panfleto llamado Una víctima del despotismo.
Su muerte es incierta, probablemente fue asesinado por Francisco Cosío,  oficial de zapadores, el 10 de octubre de 1840. Sin embargo existen dos versiones más: la primera refiere que murió de enfermedad estando prisionero ese mismo año, y la segunda que murió pobre y enfermo dos años más tarde.

## Diario de El Álamo
Durante su cautiverio, De la Peña continuó ampliando su diario manuscrito acerca de la campaña de Texas incorporando más información. En 1955 —más de un siglo después de la muerte de De la Peña—, el coleccionista y numismático Jesús Sánchez Garza publicó el libro La rebelión de Texas: manuscrito inédito de 1836 por un oficial de Santa Anna compuesto por más de 600 páginas escritas a mano y un epílogo documental que incluía el diario redactado durante la campaña.
En el documento se critica la ineptitud del general Martín Perfecto de Cos, la deshonestidad del general Joaquín Ramírez y Sesma, las penurias y hambre de las tropas mexicanas, los hechos sangrientos de la guerra, y, desde luego, las actitudes de Santa Anna:

"...(Santa Anna) estuvo violento los días que permaneció en Tacubaya, su carácter iracundo le hace poco a propósito para la discusión y le fastidiaban las que se tenían con el objeto de proporcionar arbitrios, no hacía sino declamar, lamentarse de las escaseces y reñir con todos".

Asimismo, el diario describe la muerte de David Crockett, quien, junto con seis hombres más (entre ellos Mr. Benton y Boham), sobrevivió a la matanza de la batalla de El Álamo. De acuerdo al documento, para salvar su vida, Crockett argumentó ser extranjero y ajeno a la rebelión: 

"Entre ellos había uno de grande estatura, bien formado, y de facciones regulares, en cuyo semblante estaba impreso el sentimiento de la adversidad, pero en el cual se notaba cierta resignación y nobleza [...] Era el naturalista David Crockett, muy conocido en Norteamérica por sus originales aventuras, que había venido a recorrer el país y que hallándose en Béjar [...] se había encerrado en El Álamo, temeroso de no ser respetado en su calidad de extranjero".

A pesar de la intervención del general Manuel Fernández Castrillón para respetar la vida de estos pocos sobrevivientes, Santa Anna, indignado, ordenó de inmediato el fusilamiento de estos hombres.  Este relato de la muerte de Crockett es contrario a la tradición estadounidense que sobre la base de narraciones heroicas de supuestos testigos presenciales del siglo XIX, así como a producciones cinematográficas y televisivas del siglo XX —como El Álamo de John Wayne, o Davy Crockett, King of the Wild Frontier de Walt Disney—, las cuales sitúan a este personaje luchando en la batalla y liquidando a más de 15 mexicanos antes de morir.  
En 1975, Carmen Perry realizó la primera traducción al idioma inglés omitiendo muchos de los documentos. En 1978, el escritor Daniel Edmond Kilgore basó parte de su libro How Did Davy Die? en la versión de De la Peña, presentando su obra en la Texas State Historical Association. Aunque la presentación causó polémica hacia finales de la década de 1970 —no solamente porque la historia del diario narra una forma diferente al mito de la muerte heroica en combate, sino porque hace ver que Crockett mintió para salvar su vida—, la controversia se hizo más fuerte entre 1993 y 1995. La versión de De la Peña fue apoyada por los escritores e historiadores Mark Derr, Stephen L. Hardin, Albert Nofi y Paul Andrew Hutton.  En contraste, los escritores e historiadores Bill Groneman, Thomas Ricks Lindley y Michael Lind defendieron la tesis de la muerte heroica de Crockett confrontándose más tarde a Kevin R. Young, Cecil Adams y James E. Crisp, quienes aportaron más argumentos para sostener la versión de la rendición.
En 1974, el documento fue vendido al político y coleccionista James Peace. En 1998 fue comprado en una subasta por los millonarios Charles W. Tate y Thomas O. Hicks quienes pagaron la cantidad de 387 500 USD. Durante la subasta, la autenticidad del manuscrito fue puesta en duda por los historiadores Bill Groneman y Joseph Musso, quienes calificaron el manuscrito como fraudolento.  En diciembre de ese mismo año, el documento fue donado al Centro de Historia de Norteamérica de la Universidad de Texas en Austin. El Centro exhibió el documento del 29 de abril al 14 de octubre de 2000 con una conferencia de apertura llamada Testigo ocular a la Revolución de Texas: José Enrique de la Peña y su narrativa. Paul Andrew Hutton, director de la Western History Association, inició una vez más la polémica al afirmar que "Crockett se ha vuelto parte de la autoidentificación como estadounidenses, y sugerir que no pereció en el verdadero estilo de Hollywood era un puñetazo a sus frágiles psiques [...]  su muerte heroica ilustra el proceso de la fabricación comercial de un héroe". 
Poco después, durante un acalorado debate en el History Channel, Groneman y el novelista Stephen Harrigan insistieron en refutar la autenticidad del documento. El doctor David B. Gracy mostró el análisis realizado por expertos, quienes llegaron a la conclusión que el papel, la tinta, y la letra del autor (comparada con otros documentos en archivos militares) eran correctos y auténticos. El historiador Richard G. Santos puso fin al debate apoyando a Gracy.